# Wilhelm von Wimpfen
Wilhelm von Wimpfen (erwähnt 1222–1257), früher Wilhelm von Kochendorf, war ein staufischer Ministeriale des frühen 13. Jahrhunderts, der der Familie der Herren von Kochendorf zugerechnet wird. Er war Schultheiß und Vogt in Wimpfen, später Schultheiß von Hagenau und Burggraf der Reichsburg Trifels.

## Leben
Erstmals erwähnt wird Wilhelm von Wimpfen in einer Urkunde von 1222, in der er als Schultheiß von Wimpfen einen Güterverkauf von Heinrich von Langenburg an das Kloster Schöntal bezeugte. Es wird angenommen, dass Wilhelm zuvor in Heilbronn tätig war und um 1220 nach Wimpfen kam, wo er auch die Bauhütte der bei der Pfalz Wimpfen entstehenden Stadt Wimpfen beaufsichtigte. 1229 war er dispensator, 1234 war er Vogt von Wimpfen. Die Reichsvogtei in Wimpfen war der Verwaltungsmittelpunkt der staufischen Kron- und Hausgüter am mittleren Neckar. Wilhelms Ämter brachten vermutlich größeren Wohlstand mit sich, da von ihm zahlreiche Stiftungen bezeugt sind. Um 1233 stiftete er das Wimpfener Spital und schenkte diesem das Patronatsrecht über die Pfarrkirche in Flein, das Wilhelm vom Reich zu Lehen hatte, sowie den Hipfelhof bei Frankenbach. Um 1240 wurde Wilhelm Schultheiß von Haguenau, ab 1251 Burggraf der Reichsburg Trifels und damit Hüter der Reichskleinodien. Letztmals wird Wilhelm von Wimpfen 1257 anlässlich einer testamentarischen Regelung betreffend Stiftungen seiner Neffen an das Wimpfener Spital erwähnt.
Über den im Jahr 1257 namentlich genannten Neffen Beringer wird Wilhelms Zugehörigkeit zur Familie der Herren von Kochendorf abgeleitet. Wilhelm könnte demnach ein Bruder des von 1259 bis 1274 genannten Swigger von Kochendorf gewesen sein. Die Herren von Kochendorf sollen aus der Wormser Ministerialität hervorgegangen sein, derer sich die Staufer beim Ausbau der Pfalz Wimpfen bedienten. Auf den hohen Stand und großen Einfluss Wilhelms wird daher auch der stadtähnliche Ausbau von Kochendorf im 13. Jahrhundert zurückgeführt. Wegen eines weiteren 1257 erwähnten Neffen, Wilhelm von Zwingenberg, wird angenommen, dass Wilhelm von Wimpfen um 1250 auch maßgeblich am Bau der Burg Zwingenberg beteiligt war.
Wilhelm von Wimpfen war verheiratet, doch weiß man von seiner Gattin nur, dass sie bereits 1238 verstorben war. Es gibt Hinweise, dass diese Gattin aus dem Geschlecht der Grafen von Lauffen oder einem anderen in Heilbronn begüterten Adelsgeschlecht stammen könnte. 1250 nennt eine Urkunde Wilhelms Kinder Wilhelm und Elisabeth. Sohn Wilhelm starb vermutlich bereits vor dem Vater.